# Микориза

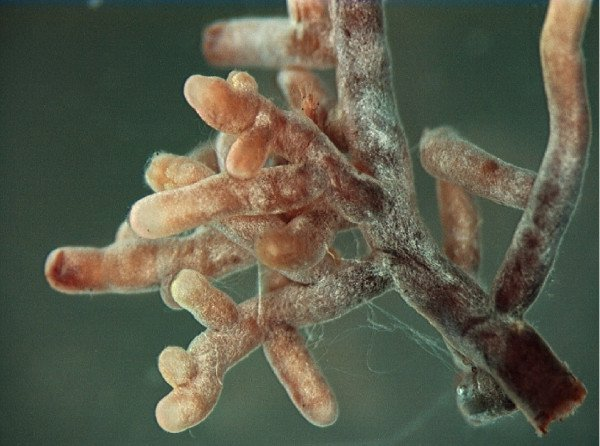
Эктомикориза, образованная мицелием мухомора

Микори́за (от др.-греч. μύκης — гриб и др.-греч. ῥίζα — корень) — симбиотическая ассоциация мицелия гриба с корнями высших растений.
Явление микоризы было описано в 1879—1881 годах Ф. М. Каменским. Термин «микориза» ввёл в 1885 году Альберт Бернхард Франк.
Известны три типа микоризы: эндотрофная, эктотрофная и эктоэндотрофная.

## Эктомикориза
Эктотрофная микориза возникает, когда гифы гриба оплетают корень растения плотной сетью, образуя или чехол, или микоризные трубки. Гифы гриба проникают сквозь ризодерму корня и распространяются по межклетникам, не проникая в клетки. Для такого типа микоризы характерно отсутствие корневых волосков и редукция корневого чехлика вплоть до одного-двух слоёв клеток. Гифы гриба разделяют корень на зоны (в виде сети гиф — сеть Гартига).

### Эктомикориза эумицетная птиофаговая
Микориза, образующая на поверхности корня и (или) корневища грибной чехол или ризоморфные тяжи. В клетках периферических слоёв корневой системы формируются клубки гиф; в клетках внутренних слоёв происходит фагоцитоз с образованием псиом.

## Эндомикориза
Основное отличие эндотрофной микоризы в том, что гифы гриба проникают в клетки коры корня (через поры, не проходя сквозь плазмалемму). На поверхности корня микориза выражена слабо, то есть вся основная часть гриба находится внутри корня. В клетках корня могут образовываться скопления гиф гриба в виде клубков. Гифы могут разветвляться внутри клетки — эти образования называются арбускулами.

### Эндомикориза эумицетная толипофаговая
Микориза, формирующаяся у автотрофных и некоторых бесхлорофилльных орхидных при проникновении гриба в клетки коровой паренхимы корня с образованием в них пелотонов, которые позже перевариваются в тех же клетках с образованием характерных гранул экскретов.

## Эктоэндомикориза
Сочетает в себе признаки и эндо- и эктомикоризы.
Возможен переход между эктомикоризой и эндомикоризой.

## Симбионты
Со стороны высших растений участвуют все голосеменные, около 70 % однодольных и 80—90 % двудольных.
Со стороны грибов — аскомицеты, базидиомицеты и зигомицеты.
Гриб получает от дерева углеводы, аминокислоты и фитогормоны, а сам делает доступными для поглощения и всасывания растением воду и минеральные вещества, прежде всего соединения фосфора. Кроме того, гриб обеспечивает дерево большей поверхностью всасывания, что особенно важно, когда оно растёт на бедной почве.

## Хозяйственное значение
В сельском хозяйстве нашли применение микоризные микробиологические инокулянты, применение которых способствует повышению урожайности культурных растений. Благодаря микоризе растения получают больше воды и минералов (особенно фосфора) из почвы.

## Микориза и глобальное потепление
В результате полевых контролируемых экспериментов в условиях горной тундры установлена тенденция к повышению интенсивности микоризной инфекции, которая определялась по содержанию в корнях высших растений эргостерола. Установлена взаимосвязь интенсивности микоризной инфекции и продуктивности сообщества. В условиях глобального потепления, когда один из лимитирующих рост и развитие растений факторов (температура) становится более благоприятным, более критичным становится недостаток питательных веществ, в том числе азота. В таких условиях микориза играет существенную роль в повышении продуктивности олиготрофных растительных сообществ, обеспечивая лучшие условия питания растений.